# Olivier de Vinck
Olivier de Vinck  is een chef-kok  uit Antwerpen. Samen met zijn echtgenote Inger Blancquaert baat hij het restaurant Kommilfoo dat seizoensgebonden Frans-Belgische gerechten serveert.

## Studies
De Vinck behaalde een bachelor of business administration aan de Europese universiteit van Antwerpen. Hij kwam in contact met topchef Eddie Van Maele en volgde vijf jaar lang les in diens privékookschool.

## Waardering
De Vinck en Kommilfoo kregen volgende waarderingen:
- in 2011 hun eerste Michelinster
- in 2020 scoorde hij 16 op 20 in de Gault & Millau.

## Lievelingsgerecht
De Vinck beleefde een restaurantstage als een ankerpunt in zijn carrière; zo leerde hij zijn "signature dish" kennen; een geroosterd babygeitje.